# Micromontia flava
Genre
Espèce
Micromontia flava, unique représentant du genre Micromontia, est une espèce d'opilions laniatores de la famille des Triaenonychidae.

## Distribution
Cette espèce est endémique du KwaZulu-Natal en Afrique du Sud.

## Description
Les mâles mesurent de 1,6 à 1,8 mm et les femelles de 1,4 à 1,5 mm.

## Publication originale
- Lawrence, 1939 : « A contribution to the Opilionid fauna of Natal and Zululand. » Annals of the Natal Museum, vol. 9, no 2, p. 225–243.